# Chemin du Mirail
Pour les articles homonymes, voir Le Mirail.
Le chemin du Mirail (en occitan : camin del Miralh) est une voie de Toulouse, chef-lieu de la région Occitanie, dans le Midi de la France.

## Situation et accès

### Description
Le chemin du Mirail est une voie publique. Il se trouve dans le quartier du Mirail-Université.
Il est long de 559 mètres. Il naît perpendiculairement à la rue Aristide-Maillol, là où cette rue oblique à 90 °, au niveau de l'École nationale supérieure d'architecture. Il est, dans sa première partie, sur 102 mètres, orienté à l'est et relativement rectiligne. Il oblique ensuite progressivement au nord en suivant une courbe, donnant naissance à plusieurs voies desservant les résidences voisines, comme la rue Enrico-Fermi, la rue Ferdinand-Laulanié, l'impasse des Vergers et enfin l'avenue Pablo-Picasso. Il se termine au carrefour de la rue Nicolas-Louis-Vauquelin, près du collège du même nom, en rejoignant le rond-point de la Cépière.
La chaussée compte une seule voie de circulation automobile à sens unique, du rond-point de la Cépière vers la rue Aristide-Maillol. Elle appartient à une zone 30 et la vitesse y est limitée à 30 km/h. Il n'existe pas d'aménagement cyclable, quoiqu'elle soit en double-sens cyclable.

### Voies rencontrées
Le chemin du Mirail rencontre les voies suivantes, dans l'ordre des numéros croissants (« g » indique que la rue se situe à gauche, « d » à droite) :
1. Rue Aristide-Maillol
2. Rue Enrico-Fermi (d)
3. Rue Ferdinand-Laulanié (d)
4. Impasse des Vergers (g)
5. Rue Ferdinand-Laulanié (d)
6. Avenue Pablo-Picasso (g)
7. Rue Nicolas-Louis-Vauquelin (d)
8. Rond-point de la Cépière

### Transports
Le chemin du Mirail n'est pas directement desservi par les transports en commun. Il débouche cependant, au nord, sur le rond-point de la Cépière, où se trouvent les arrêts des lignes de Linéo L14 et de bus 1887.
Les stations de vélos en libre-service VélôToulouse les plus proches sont, au nord, la station no 263 (87 avenue Jean-Baylet) et, au sud, la station no 273 (rond-point Louis-Izar).

## Odonymie
Le chemin tient son nom du domaine et du château du Mirail, qui existait déjà au XVe siècle, et qui a également donné son nom à la zone à urbaniser en priorité (ZUP) du Mirail et au quartier de l'université, ainsi qu'à une avenue. Ce nom vient de Guillaume de Cosmans, dit lo Miralh (miralh, « miroir » en occitan), qui, dans la première moitié du XVIe siècle, avait hérité de sa mère une borde (bòrda, « ferme » en occitan) avec jardin, vignes, bois, prés et canal. En 1967, le château et son domaine sont intégrés au nouveau campus de la faculté de lettres de l'université, devenue l'université du Mirail en 1970, puis Jean-Jaurès en 2014.

## Patrimoine et lieux d'intérêt

### Établissements d'enseignement
- École nationale supérieure d'architecture.
- Collège Nicolas-Vauquelin.

### Immeubles et maisons
- no  2-12 : résidence d'Oc.
La résidence d'Oc est construite en 1978 par l'architecte Bernard Valette, pour le compte d'une entreprise sociale pour l'habitat, SA Languedocienne. Elle se compose de deux ensembles d'immeubles orientés au sud-ouest et qui se développent sur 8 étages, pour un total de 138 logements. Ils sont reliés par une dalle, accessible par des escaliers latéraux et sous laquelle est aménagé un parking. Son architecture est représentative de la dernière phase de construction de la zone à urbaniser en priorité du Mirail. L'ossature est en piliers et poutres de béton, mais les façades sont couvertes d'un plaquis de briques claires, marquant l'abandon du béton brut et l'influence naissante d'un postmodernisme régionaliste dans l'architecture toulousaine. Les loggias, qui sont seulement enduites, se détachent de la façade[2].

- no  16 : ferme (deuxième moitié du XVIIIe siècle)[2].
- no  18 : maison de plaisance (deuxième moitié du XVIIIe siècle)[3].